# Villa romaine d'Avezzano
La Villa romaine d'Avezzano est une villa romaine, site archéologique sur le territoire communal d'Avezzano, dans la province de L'Aquila, dans les Abruzzes,.
les vestiges sont situés le long du tracé original de la Via Tiburtina qui a refait surface à partir de 2005 à la suite des travaux de construction d'un centre commercial.

## Historique

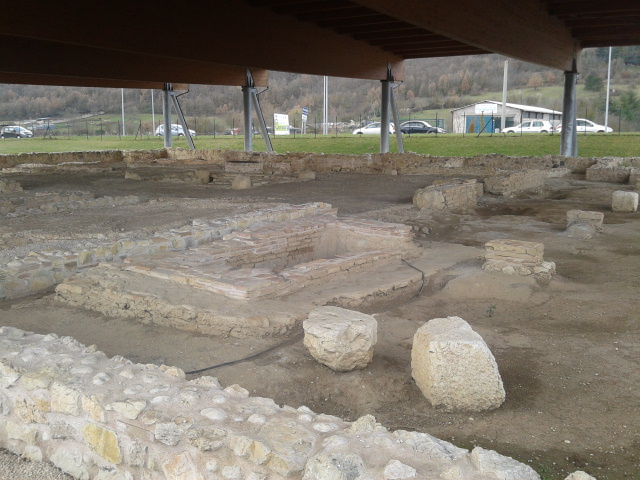
Zone archéologique sous abri

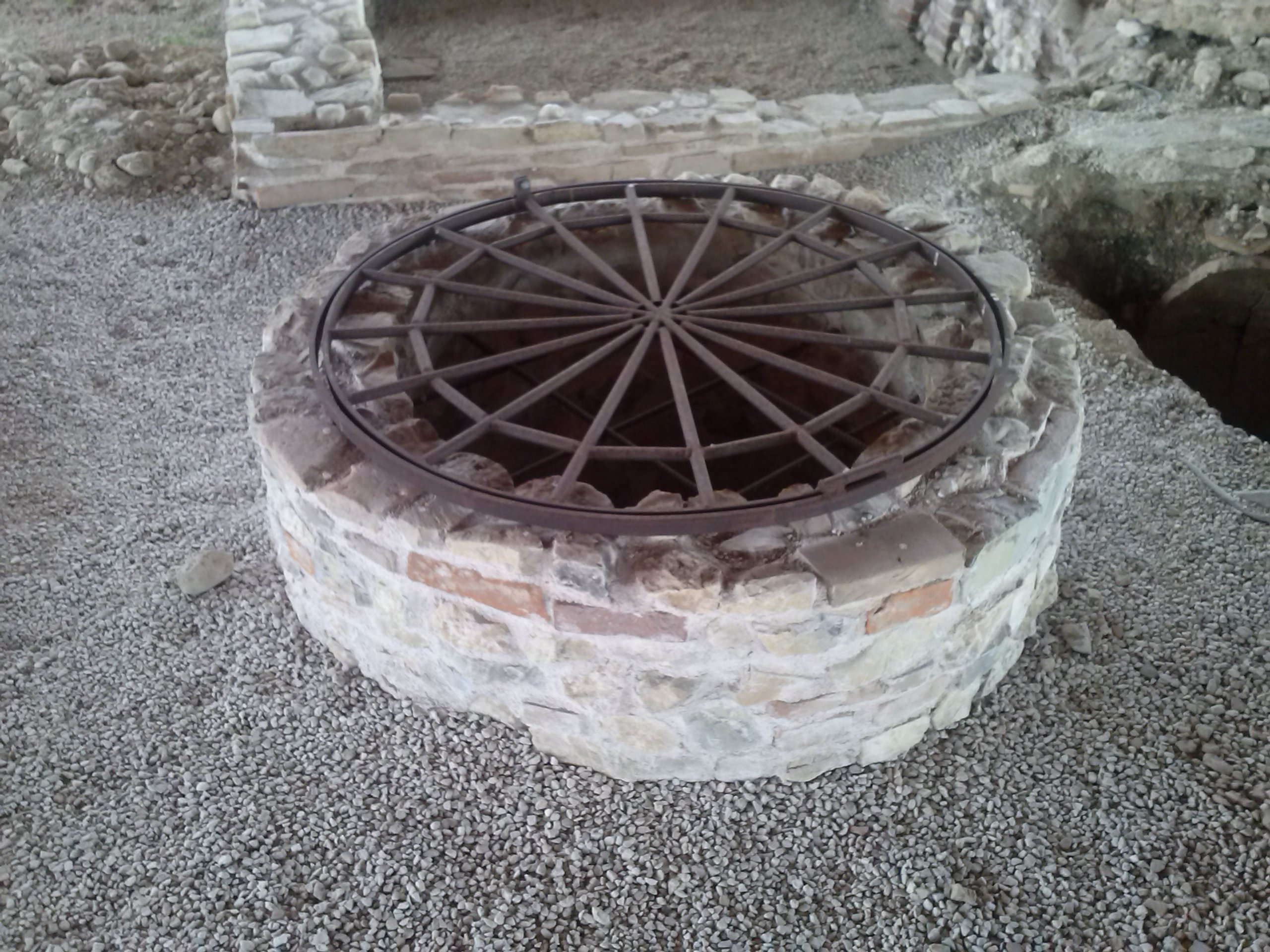
Le puits de la villa romaine

La villa romaine d'Avezzano a été construite au IIe siècle av. J.-C. sur un podere d'environ 3 000 m2 appartenant à l' ager publicus d'Alba Fucens, la colonie romaine fondée par Rome entre 304 et 303 av. J.-C. sur le territoire des Èques à la frontière avec celui des Marses. La ferme était utilisée par les colons principalement pour les cultures agricoles et autres activités productives nécessaires aux besoins de la population d'Alba Fucens. La colonie, devenue un centre commercial prospère et peuplé, est reliée aux environs de l'Avezzano contemporain par une avenue pavée qui se poursuit en pavés le long des terrasses jusqu'à l'un des decumanus de la villa.
Habitée jusqu'au début du VIe siècle, elle fut abandonnée selon toute vraisemblance à la suite d'un tremblement de terre qui dévasta toute la région.
Le site archéologique a été ouvert au public en 2008.

## Description
La structure, protégée par un toit en bois lamellé, est accessible par le decumanus est-ouest qui mène à l'atrium de la villa, autour duquel sont disposées les autres pièces destinées au propriétaire et aux domestiques. Le secteur résidentiel abrite l' impluvium qui servait à collecter l'eau de pluie. Le parcours se caractérise par la présence de citernes et de cuves, dans lesquelles étaient respectivement collectés les récipients d'huile et de vin et le pressage des olives était effectué avec la presse.

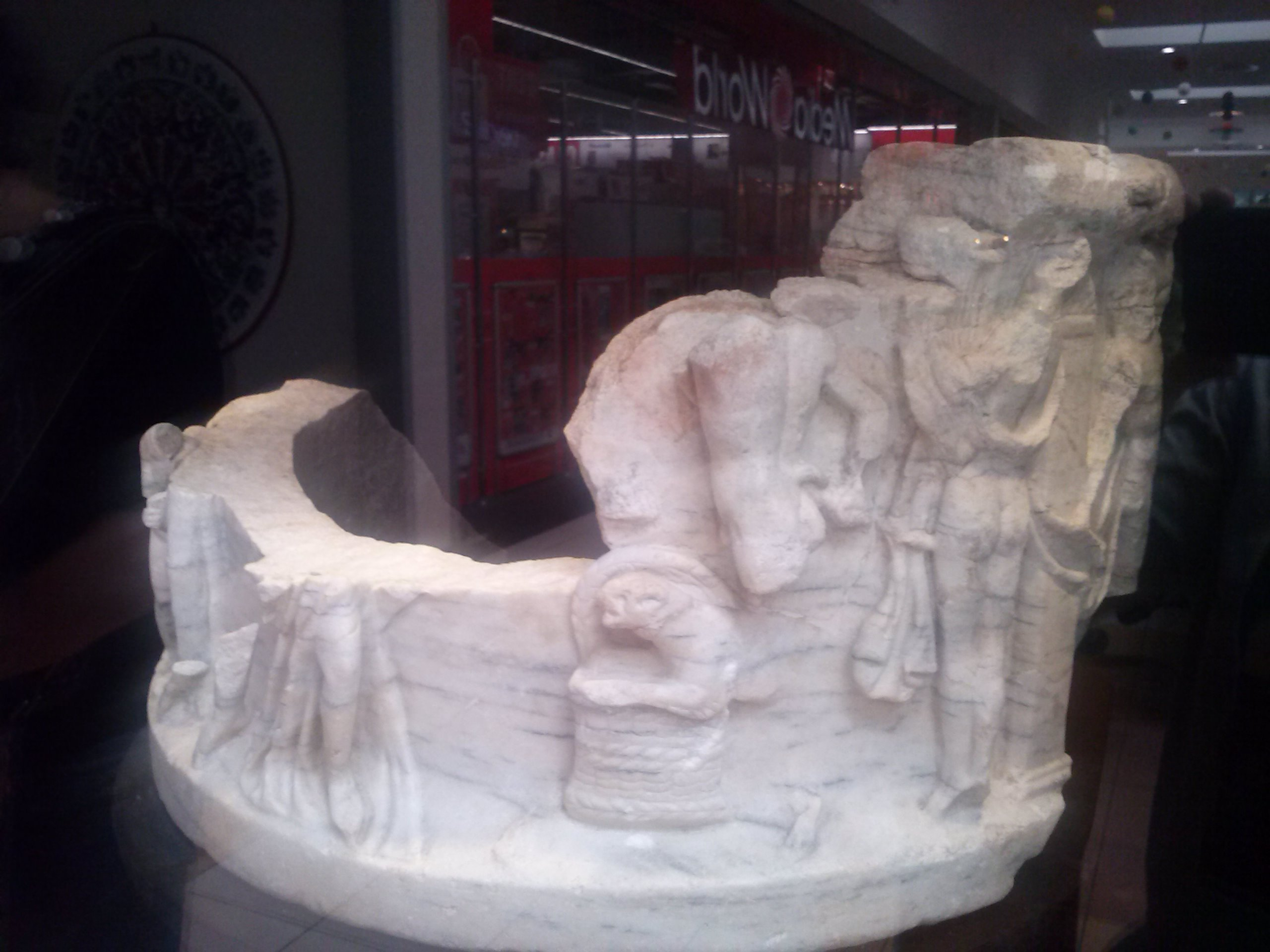
L'anneau du puits

Les fouilles stratigraphiques et la recomposition ultérieure ont mis en évidence que la structure a été agrandie au fil des siècles et s'est enrichie, entre autres, de salles de bains privées avec système de chauffage (suspensura), de thermes romains et, entre les IIe et IIIe siècles, d'un sol en mosaïque dont les carreaux forment des motifs figuratifs. Le central est polychrome et représente la Victoire ailée sur un char tiré par deux chevaux. Des tombes datant des Ve et VIe siècles ont été découvertes près du périmètre de la villa, révélant des objets utilisés pour orner les défunts qui, avec d'autres éléments d'usage quotidien tels que l'anneau du puits en marbre, sont exposés à l'intérieur de la salle adjacente du centre commercial.